# Thetavågor
Thetavågor är en form av oscillerande hjärnvågsmönster som kan iakttas genom EEG-mätningar av personer under avkoppling, meditation och under koncentration. Hos försöksdjur har man mätt upp thetavågor tydligast i hippocampus, men då har man använt speciella mätinstrument. När man mäter hjärnvågor under en EEG-mätning kallas det att man mäter kortikala hjärnvågor. Thetavågor ligger i området 4–7 hertz, och är vanligare hos barn än hos vuxna.
Thetavågor har associerats med inlärning under flera studier, vilket har genererat flera mer eller mindre vetenskapligt underbyggda försök att inducera dessa vågor, bland annat användandet av så kallade  binaurala rytmer. I en artikel publicerad i slutet av 2011 i Science kunde författarna visa att ett större förhållande mellan thetavågor och gammavågor (det vill säga längre thetaperioder mellan varje gammaperiod) är associerat med större kapacitet på närminnet.

## Indelning av hjärnrytmer
| Frekvensintervall | Namn       | Associerad med:                                                                    |
| ----------------- | ---------- | ---------------------------------------------------------------------------------- |
| > 39 Hz           | Gammavågor | Högre mentala förmågor som problemlösning, rädsla och vakenhet.                    |
| 13–39 Hz          | Betavågor  | Aktivt eller oroligt tänkande, aktiv koncentration, upprymdhet.                    |
| 7–13 Hz           | Alfavågor  | Vaken avkoppling, förstadiet till sömn, yrvaket tillstånd, REM-sömn och drömmande. |
| 4–7 Hz            | Thetavågor | Djup meditation, sömn.                                                             |
| < 4 Hz            | Deltavågor | Djup, drömlös sömn.                                                                |

(Generell indelning, de exakta gränserna varierar mellan olika källor, och det finns inga allmänt accepterade gränsdragningar).